# Ecology (журнал)
Ecology — научный журнал, публикующий исследовательские и аналитические статьи по всем отраслям экологии. Основан в 1920 году, публикуется Экологическим обществом Америки (англ. Ecological Society of America). По выводам «Journal Citation Reports», в 2012 году Ecology занял 15-е место среди 136 журналов в категории «экология» (импакт-фактор = 5,175).